# Kryptops palaios
Il criptope (Kryptops palaios) era un dinosauro carnivoro vissuto nel Cretaceo inferiore (circa 105 milioni di anni fa). I suoi resti sono stati rinvenuti in Niger.

## Descrizione

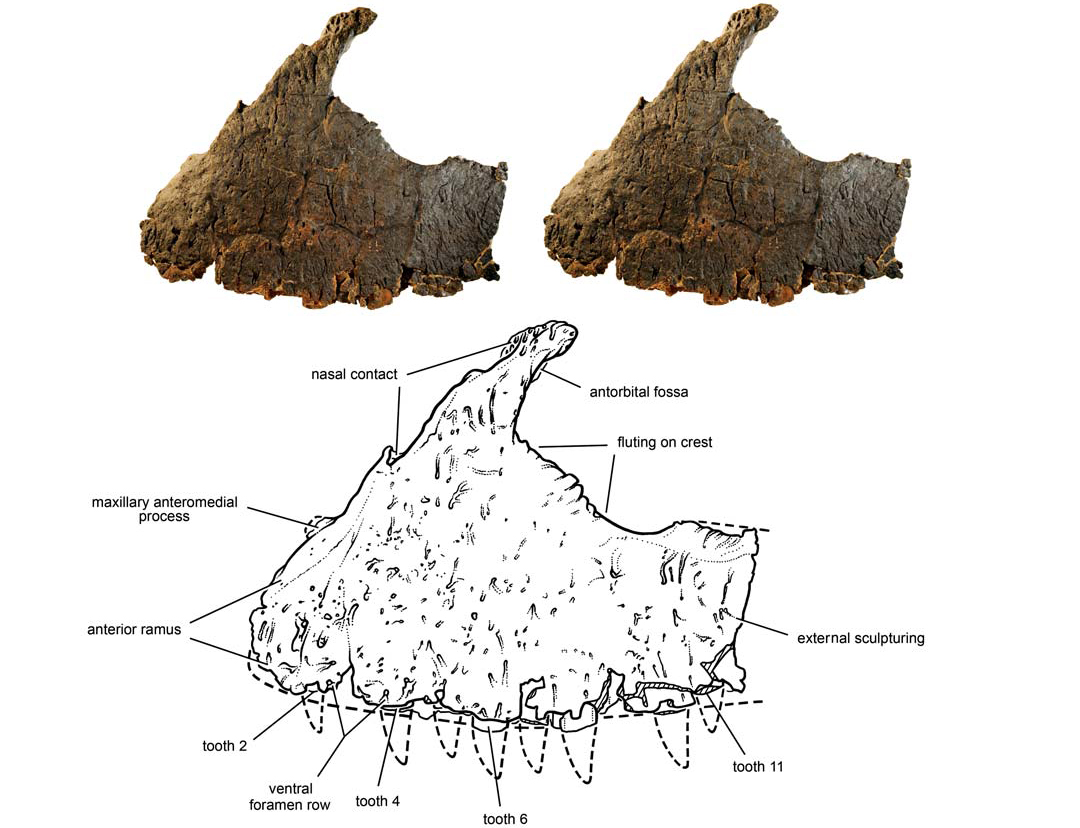
Frammento di mascella sinistra di Kryptops

I resti fossili, benché molto incompleti e comprendenti una mascella e parte delle zampe, permettono di supporre una lunghezza dell'animale di circa 6 o 7 metri. Il criptope doveva avere un cranio corto e compatto, ricoperto probabilmente di cheratina e dotato di piccole creste.

## Classificazione
Questo dinosauro, descritto da Paul Sereno e Steve Brusatte nel 2008, è considerato il più antico e primitivo tra gli abelisauridi, una famiglia di dinosauri teropodi caratteristici dei continenti meridionali.
L'importanza di questo animale è data dal fatto che, data l'età e la primitività, fa supporre che gli abelisauridi possano essersi originati in Africa, e non in Sudamerica come precedentemente pensato.
Uno studio del 2025 condotto da Andrea Cau e Alessandro Paterna ha stabilito il genere Kryptops come chimerico

## Ambiente
Tra gli altri animali vissuti nello stesso ambiente sono da ricordare il carcarodontosauride primitivo Eocarcharia, lo spinosauride Suchomimus e, tra gli erbivori, gli iguanodonti Ouranosaurus, Elrhazosaurus e Lurdusaurus e il sauropode Nigersaurus. In strati un poco più recenti è stato rinvenuto un altro abelisauride primitivo, Rugops primus.